# Oakland Raiders 1976

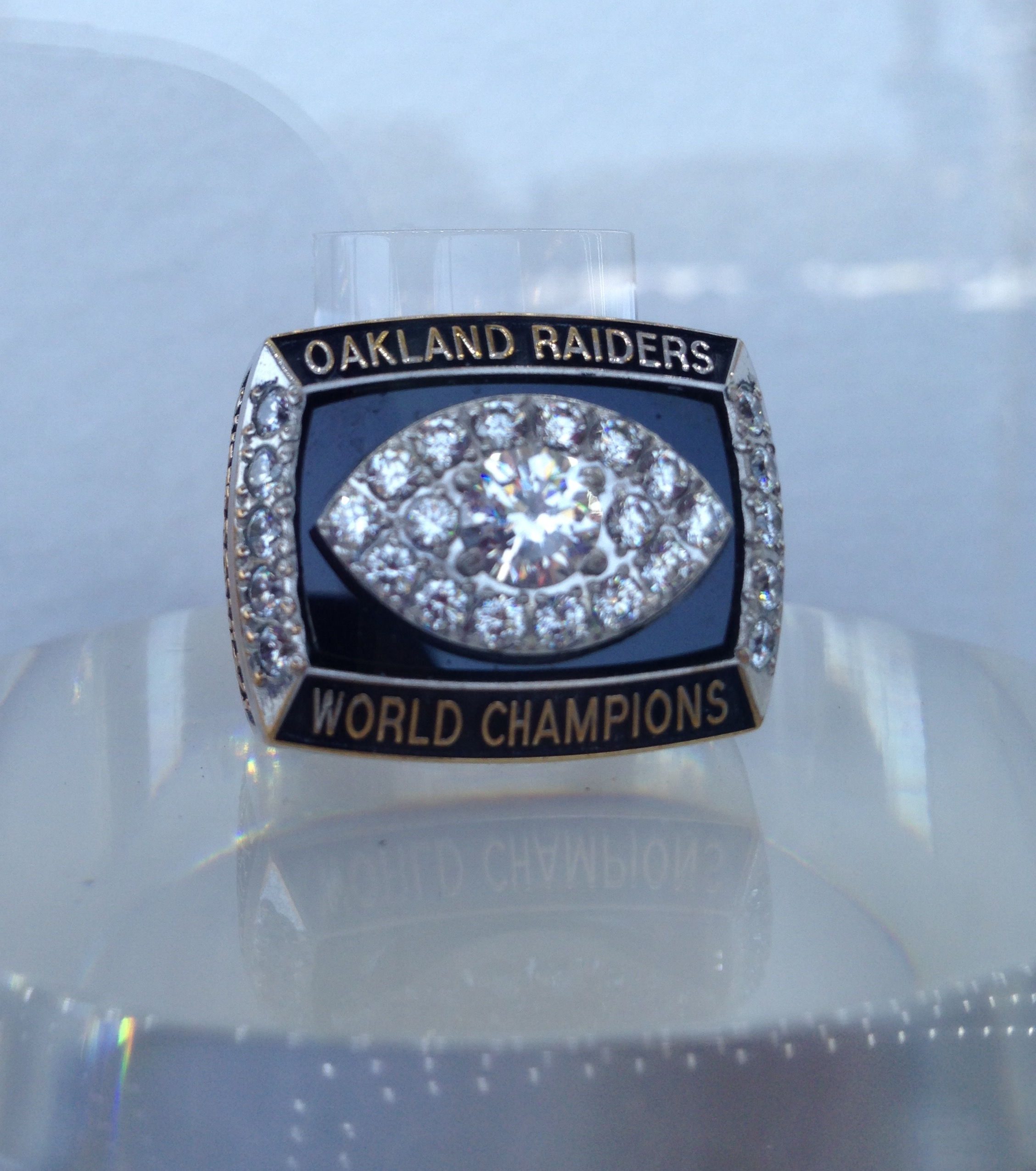
L'anello di campioni del Super Bowl XI

La stagione 1976 degli Oakland Raiders è stata la settima della franchigia nella National Football League, la 17ª complessiva. Dopo essere stata sempre sconfitta nei tre anni precedenti nella finale dell'American Football Conference, la squadra vinse il suo primo Super Bowl.
Dopo un bilancio nella stagione regolare di 13–1 ed avere vinto sei degli ultimi sette titoli della AFC West, i Raiders nei playoff batterono i New England Patriots e i Pittsburgh Steelers, qualificandosi per il secondo Super Bowl della loro storia. Il 9 gennaio 1977, al Rose Bowl, i Raiders conquistarono il Super Bowl XI battendo i Minnesota Vikings per 32–14.  Il wide receiver Fred Biletnikoff, che ricevette 4 passaggi per 79 yard che diedero il via a tre touchdown dei Raiders, fu nominato MVP del Super Bowl.
Nel 2012, gli Oakland Raiders del 1976, in un sondaggio tra i lettori di NFL.com durato 15 giorni, furono votati la migliore squadra dell'era Super Bowl, davanti ai Baltimore Ravens del 2000.

## Scelte nel Draft 1976
| Scelte dei Raiders nel Draft 1976 |        |                  |       |                     |
| Giro                              | Scelta | Giocatore        | Ruolo | College             |
| 2                                 | 34     | Charles Philyaw  | DE    | Texas Southern      |
| 2                                 | 50     | Jeb Blount       | QB    | Tulsa               |
| 3                                 | 84     | Rik Bonness      | LB    | Nebraska            |
| 4                                 | 110    | Herb McMath      | DE    | Morningside         |
| 5                                 | 146    | Fred Steinfort   | K     | Boston College      |
| 7                                 | 204    | Clarence Chapman | WR    | Eastern Michigan    |
| 8                                 | 220    | Jerome Dove      | DB    | Colorado State      |
| 8                                 | 231    | Terry Kunz       | HB    | Colorado            |
| 10                                | 286    | Dwight Lewis     | DB    | Purdue              |
| 11                                | 313    | Rick Jennings    | HB    | Maryland            |
| 12                                | 343    | Cedric Brown     | S     | Kent State          |
| 13                                | 367    | Craig Crnick     | DE    | Idaho               |
| 13                                | 370    | Mark Young       | G     | Washington State    |
| 14                                | 397    | Calvin Young     | HB    | Fresno State        |
| 15                                | 427    | Carl Hargrave    | DB    | Upper Iowa          |
| 16                                | 454    | Doug Hogan       | DB    | Southern California |
| 17                                | 478    | Buddy Tate       | DB    | Tulsa               |
| 17                                | 481    | Nate Beasley     | HB    | Delaware            |

## Roster
| Roster degli Oakland Raiders nel 1976 |  | |  | |
| - Quarterback Ken Stabler, David Humm, Mike Rae - Running back Clarence Davis, Mark van Eeghen, Pete Banaszak, Carl Garrett, Manfred Moore, Hubert Ginn - Wide receiver Fred Biletnikoff, Cliff Branch, Mike Siani, Morris Bradshaw - Tight end Dave Casper, Warren Bankston |  | - Offensive linemen LT Art Shell, LG Gene Upshaw, C Dave Dalby, RG George Buehler, RT John Vella, Dan Medlin, Henry Lawrence, Steve Sylvester - Defensive linemen John Matuszak, Dave Rowe, Otis Sistrunk, Charles Philyaw, Herb McMath |  | - Linebacker OLB Phil Villapiano, ILB Willie Hall, ILB Monte Johnson, OLB Ted Hendricks, Rodrigo Barnes, Floyd Rice, Rik Bonness - Defensive back George Atkinson, Willie Brown, Neal Colzie, Charlie Phillips, Mike Reinfeldt, Jack Tatum, Alonzo "Skip" Thomas - Special team K Errol Mann, P Ray Guy, PR Neal Colzie, KR Carl Garrett |

## Calendario

### Stagione regolare
La strada per il primo titolo si aprì contro i Pittsburgh Steelers campioni in carica. Oakland si trovò in svantaggio per 28–14 a meno di cinque minuti dal termine, ma riuscì ad orchestrare una rimonta che divenne nota come "Comeback Classic". La vittoria giunse con un punteggio finale di 31–28 grazie a un field goal da 21 yard di Fred Steinfort a 18 secondi dal termine.
Seguì una serie di cinque gare in trasferta in cui i Raiders batterono tutti i loro avversari di division e subirono anche l'unica sconfitta stagione, un 48–17 contro New England Patriots. Le due squadre si sarebbero ritrovate nei playoff e sarebbe stata Oakland ad avere l'ultima parola.
Tornati tra le mura amiche, Raiders ottennero una vittoria per 49–16 sui debuttanti Tampa Bay Buccaneers, seguita da un risicato 28–27 sui Chicago Bears al Soldier Field. L'ultima partita fu una vittoria per 24–0 sui San Diego Chargers a Oakland.
I Raiders conclusero la stagione 1976 con 64,3% di completamento dei passaggi. Ken Stabler ne completò il 66,7%, mentre Mark van Eeghan superò le 1.000 yard passate. Dave Casper guidò la squadra in ricezioni con 53 mentre Cliff Branch in yard ricevute (1.111), touchdown (12) e yard medie per ricezioni (24,2).
| Stagione regolare |                         |           |                                 |
| Turno             | Avversario              | Risultato | Stadio                          |
| 1                 | Pittsburgh Steelers     | V 31–28   | Oakland–Alameda County Coliseum |
| 2                 | at Kansas City Chiefs   | V 24–21   | Arrowhead Stadium               |
| 3                 | at Houston Oilers       | V 14–13   | Houston Astrodome               |
| 4                 | at New England Patriots | S 17–48   | Schaefer Stadium                |
| 5                 | at San Diego Chargers   | V 27–17   | San Diego Stadium               |
| 6                 | at Denver Broncos       | V 17–10   | Mile High Stadium               |
| 7                 | Green Bay Packers       | V 18–14   | Oakland–Alameda County Coliseum |
| 8                 | Denver Broncos          | V 19–6    | Oakland–Alameda County Coliseum |
| 9                 | at Chicago Bears        | V 28–27   | Soldier Field                   |
| 10                | Kansas City Chiefs      | V 21–10   | Oakland–Alameda County Coliseum |
| 11                | at Philadelphia Eagles  | V 26–7    | Veterans Stadium                |
| 12                | Tampa Bay Buccaneers    | V 49–16   | Oakland–Alameda County Coliseum |
| 13                | Cincinnati Bengals      | V 35–20   | Oakland–Alameda County Coliseum |
| 14                | San Diego Chargers      | V 24–0    | Oakland–Alameda County Coliseum |

### Playoff
| Playoff       |                      |           |                                 |          |
| Turno         | Avversario           | Risultato | Stadio                          | Pubblico |
| Divisional    | New England Patriots | V 24–21   | Oakland–Alameda County Coliseum | 53.045   |
| Conference    | Pittsburgh Steelers  | V 24–7    | Oakland–Alameda County Coliseum | 53.739   |
| Super Bowl XI | Minnesota Vikings    | V 32–14   | Rose Bowl                       | 100.421  |

Fonte:

## Classifiche
| AFC West Division    |    |    |   |      |     |      |     |     |     |
|                      | V  | S  | P | %    | DIV | CONF | PF  | PS  | STR |
| Oakland Raiders(1)   | 13 | 1  | 0 | .929 | 7–0 | 10–1 | 350 | 237 | V10 |
| Denver Broncos       | 9  | 5  | 0 | .643 | 5–2 | 7–5  | 315 | 206 | V2  |
| San Diego Chargers   | 6  | 8  | 0 | .429 | 2–5 | 4–8  | 248 | 285 | S1  |
| Kansas City Chiefs   | 5  | 9  | 0 | .357 | 2–5 | 4–8  | 290 | 376 | V1  |
| Tampa Bay Buccaneers | 0  | 14 | 0 | .000 | 0-4 | 0-13 | 125 | 412 | S14 |

## Premi
- Fred Biletnikoff:

MVP del Super Bowl